# Plaza Memorial Ferroviario
La Plaza Memorial Ferroviario es una plaza ubicada en Coquimbo, Chile, que realiza un homenaje a los trabajadores ferroviarios de la zona. Entre sus elementos destacados se encuentra la puesta en valor de una locomotora de 1907 que forma parte del entorno de la estación Coquimbo desde 1971.

## Historia

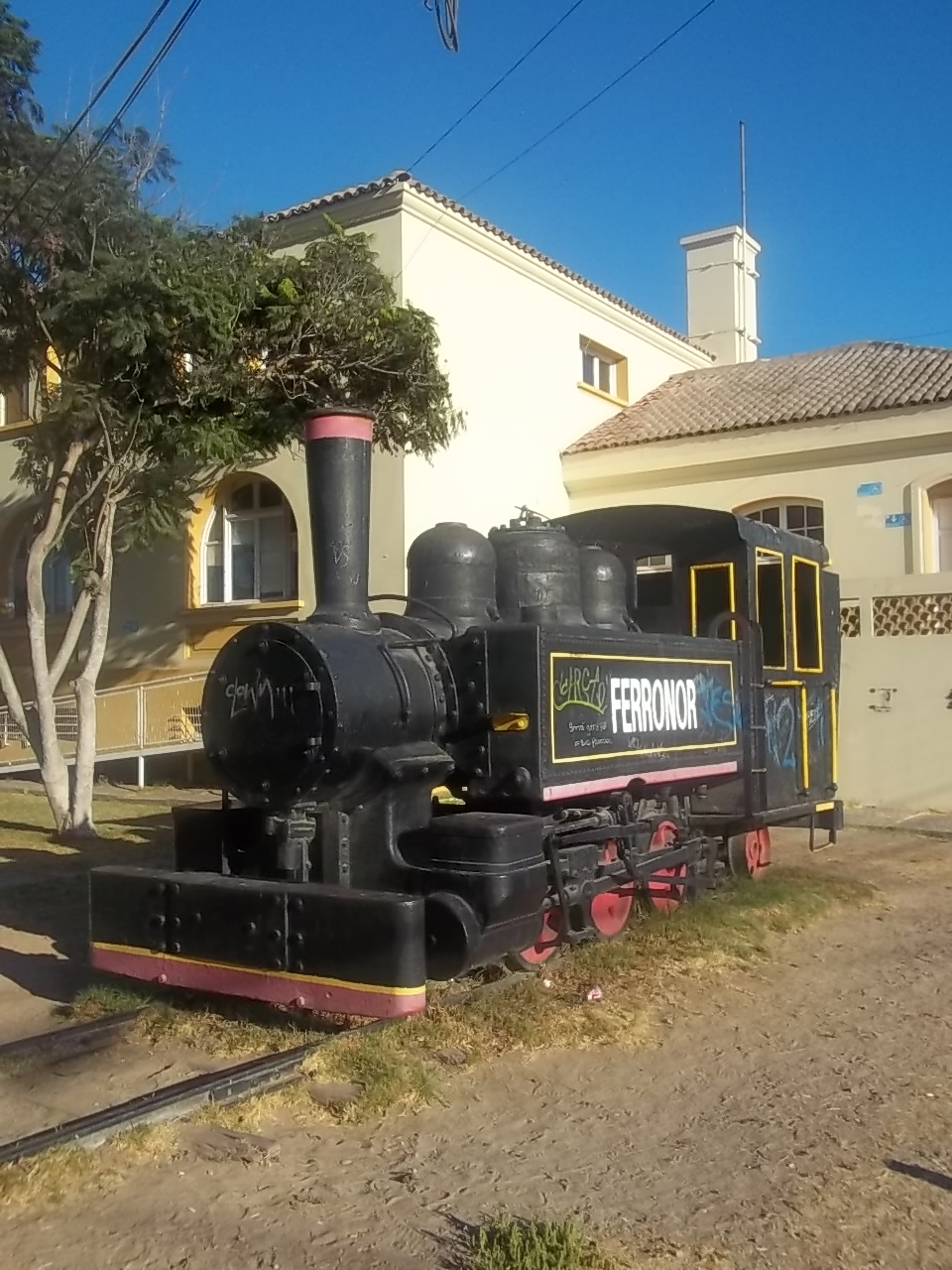
Locomotora 3858 en su antigua ubicación en 2012.

La locomotora a vapor 3858, fabricada en Estados Unidos por H.K. Porter, Inc. en 1907, formó parte del Ferrocarril de Carrizal, y tras el cierre de dicho ramal, en 1971 la pieza fue donada a la Población Covico —creada en 1969, colindante a la estación Coquimbo y conformada principalmente por obreros ferroviarios— para formar parte del ornato del sector; hacia 1975 estaba proyectada la construcción de un área verde denominada «Plaza España» en donde se ubicaría la locomotora.
La «Vaporina 3858», nombre dado a la locomotora por los vecinos del sector, posteriormente fue ubicada en el terreno ocupado actualmente por el Centro de Estudios y Desarrollo Integral del Niño (Cedin) y finalmente frente al edificio administrativo de Ferronor —recinto que posteriormente sería ocupado por la Dirección de Desarrollo Comunitario (Dideco) de la Municipalidad de Coquimbo— hasta el 4 de abril de 2012, fecha en que fue retirada del lugar y guardada al interior de la Maestranza Coquimbo.
Desde 2015 la agrupación comunitaria «Hijos de la Covico» inició las gestiones para permitir el retorno de la locomotora a un espacio público del sector, participando de reuniones con ejecutivos de Ferronor durante 2018 en las que también asistió el alcalde de Coquimbo, Marcelo Pereira Peralta.

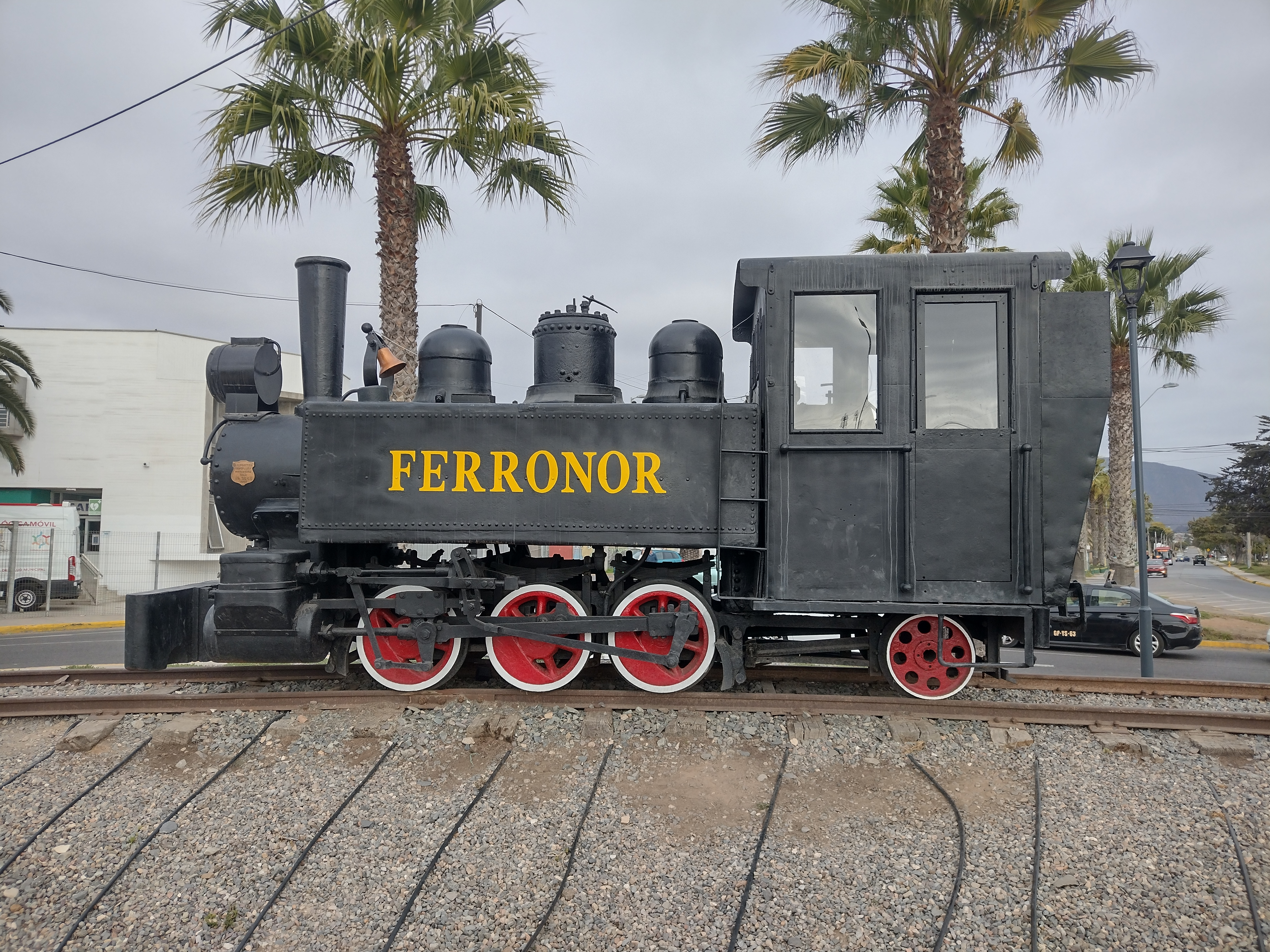
Locomotora 3858 en la Plaza Memorial Ferroviario.

En mayo de 2023 se anunció la construcción de la Plaza Memorial Ferroviario en la antigua rotonda Alessandri, ubicada en la intersección de la avenida homónima con la calle Manuel Jesús Rivera, en la entrada de la Población Covico. El proyecto, diseñado por Jorge Gómez, fue financiado por la Municipalidad de Coquimbo y el Fondo Regional de Iniciativa Local del Gobierno Regional de Coquimbo, interviniendo una superficie de 2436 m² y creando un espacio que simula los andenes de una estación ferroviaria, un terraplén en donde fue ubicada la locomotora 3858, y placas conmemorativas de extrabajadores ferroviarios de Coquimbo.
Dentro de las obras involucradas en la construcción de la plaza estuvo la restauración de la locomotora 3858 —entregada en comodato por Ferronor a la Municipalidad de Coquimbo durante 10 años—, llevada a cabo por los hermanos Javier y Santiago Gómez Loyola, junto a Paula Gómez —hija de Santiago— y Felipe Colina, al interior de la Maestranza Coquimbo, en un trabajo que duró cuatro meses; fue reubicada en la rotonda Covico el 4 de enero de 2025. La plaza fue inaugurada por las autoridades regionales y comunales el 12 de febrero de 2025.